# Czerge
Czerge (ros. Черге) – pasmo górskie w azjatyckiej części Rosji (obwód magadański). Stanowi jeden z południowych odcinków głównej grani Gór Czerskiego.
Od południa pasmo łączy się w głównej grani z pasmem Angaczak, a od północy, przez pasmo Ochondia, z pasmem Ułachan-Czistaj. Od zachodu ogranicza go dolina rzeki Biorolioch, a od wschodu dolina rzeki Taskan. Najwyższy szczyt (bez nazwy) ma wysokość 2332 m n.p.m. Inne wyższe szczyty to m.in. Czerge (2240 m) i Siedaja (2227 m).
Pasmo wypiętrzone zostało w czasie orogenezy alpejskiej; zbudowane jest z mułowców i iłowców z intruzjami granitów.
Układ roślinności piętrowy: do 1200–1300 m rzadka tajga modrzewiowa, powyżej sosna syberyjska, a jeszcze wyżej tundra górska.